# Gita Dhyanam
Le Gita Dhyanam est un poème d'invocation de la Bhagavad Gita. Appelé aussi Dhyana Shlokas, ce chant se doit d'être utilisé avant l'étude du livre sacré. Il comprend neuf versets qui sont censés amener l'attention de l'étudiant du monde terrestre à Dieu.

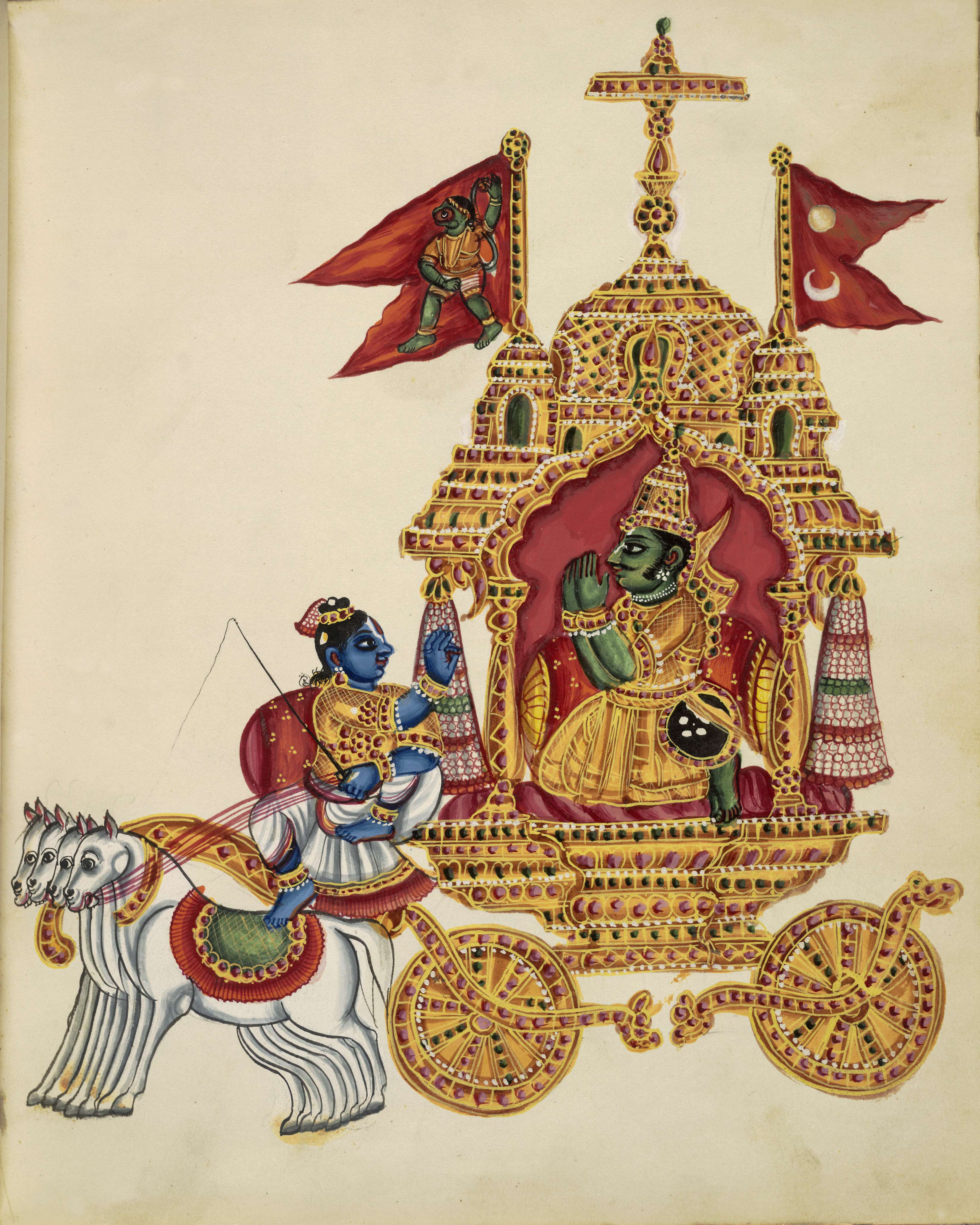
Krishna et Arjuna à Kurukshetra (en), peinture datée aux alentours de 1830

## Interprétation
Le premier verset met en avant les mérites de la Bhagavad Gita. Le deuxième rend hommage à l'écrivain, le troisième et le quatrième recèlent la dévotion pour Krishna, le guru du livre ; les trois versets suivants évoquent les disciplines spirituelles que sont l'action par le karma, la dévotion par le bhakti yoga et la connaissance. Le huitième aborde l'état spirituel que connaît l'étudiant qui suit les différentes formes de yoga. Le dernier verset parle de la Vérité ultime, le but de l'éveil.

## Source
- (en) Swami Parthasarathy, The Symbolism of Hindu Gods and Rituals, Vedanta Life Institute